# Karabin Jarmann M1884

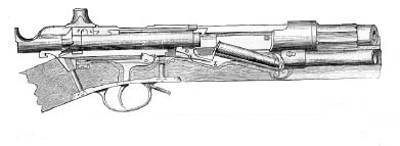
Przekrój karabinu Jarmann M1884

Jarmann M1884 – norweski karabin powtarzalny kalibru 10,15 mm. Karabin Jarmann i późniejsze modyfikacje zmieniły armię norweską uzbrojoną w przestarzałe jednostrzałowe karabiny na proch czarny w dobrze uzbrojoną w nowoczesne karabiny powtarzalne strzelające amunicją elaborowaną prochem bezdymnym. W latach osiemdziesiątych XIX stulecia wyprodukowano kilka tysięcy sztuk tej broni z przeznaczeniem na uzbrojenie armii norweskiej i szwedzkiej. Projektantem tej unikalnej broni był norweski inżynier Jacob Smith Jarmann. Po wycofaniu karabinów Jarmanna ze służby wiele z nich przerobiono na harpuny.

## Opis konstrukcji
Karabin Jarmann M1884 strzelał amunicją czarnoprochową kalibru 10,15 mm, umieszczoną w 8 nabojowym magazynku rurowym znajdującym się pod lufą broni. Naboje były umieszczone jeden za drugim. Lufa była zamknięta zamkiem suwliwym ryglowanym obrotową rączką. Ten sposób ryglowania, wystarczający przy strzelaniu amunicją czarnoprochową, jest jednak zdecydowanie zbyt słaby dla mocniejszej amunicji na proch bezdymny.
Jacob Smith Jarmann zaprojektował swój pierwszy karabin odtylcowy strzelający amunicją w łusce tekturowej w 1838 roku, który jednak nie został zaakceptowany przez wojsko. Jako powód negatywnej decyzji podano zbyt dużą szybkostrzelność karabinu dochodzącą do 13 strzałów na minutę i obawy o możliwość zapewnienia wystarczającej ilości amunicji żołnierzom. W 1870 roku Jarmann opracował nowy karabin powtarzalny, wyposażony w trzy unikalne i opatentowane przez niego rozwiązania:
- wyciąg, który nie tylko wyciągał puste łuski z komory nabojowej, ale służył jako ogranicznik ruchu zamka do tyłu,
- rozwiązanie czterotaktowego zamka suwliwego z obrotową rękojeścią pełniącą funkcję rygla zamka,
- sposób przymocowania wyciągu do zamka.

Pierwszy karabin został poddany ocenie połączonej komisji norwesko-szwedzkiej, która wystawiła mu pochlebne oceny, ale zaznaczyła potrzebę wyposażenia broni w magazynek. Wykonano kilka prototypów karabinu z magazynkiem. Dwa typy magazynków zaprojektował inny inżynier norweski Ole Herman Johannes Krag, konstruktor karabinów powtarzalnych Krag-Petersson i Krag-Jørgensen. Jeden z magazynków był praktycznie identyczny z użytym w karabinie Krag-Petersson, a drugi był prekursorem magazynka użytego w karabinie Krag-Jørgensen.
Sam Jacob Smith Jarmann również zaprojektował kilka prototypów magazynków przeważnie rurowych umieszczonych pod lufą, oraz przyłączanych z boku broni Większość z nich okazała się jednak nieprzydatna w warunkach bojowych, dlatego też wybrano magazynek rurowy. Magazynek ten był podobny do rozwiązania z karabinów konstrukcji Alfreda von Kropatschka i karabinów Krag-Petersson.
Chociaż rozwiązania Jarmanna były pionierskie, karabin Jarmann M1884 nie okazał się sukcesem. Kombinacja magazynku rurowego z amunicją centralnego zapłonu, zwłaszcza nabojów z pociskiem ostrołukowym była dość ryzykowna, mogło dojść do niekontrolowanego odpalenia nabojów w magazynku na skutek zadziałania ostro zakończonego naboju na spłonkę znajdującą się przed nim prowadząc do jego rozerwania. Poza tym wyważenie broni zmieniało się po każdym oddanym strzale, co jest cechą każdej broni z magazynkiem rurowym.
Ostatecznie pierwsza konstrukcja Jarmanna była karabinem jednostrzałowym, a sam konstruktor był prawdopodobnie jedynym, który nie chciał zaprojektować do niego magazynka, gdyż żaden z proponowanych magazynków nigdy nie współpracował poprawnie z tym karabinem.
Przyrządy celownicze pierwszych karabinów Jarmann M1884 były wyskalowane na odległość 2400 metrów, przy prędkości wylotowej 485 do 500 m/s. Pierwsza amunicja miała ołowiane pociski owinięte w papier, później zamienione na pociski ołowiane w płaszczu stalowym. Podczas produkcji przeskalowano także przyrządy celownicze. Karabiny o numerach seryjnych od 4330 były przestrzelane na odległość 430 metrów, przy czym przewyższenie krzywej balistycznej nie przekraczało na tym dystansie 180 cm. W ostatecznej formie karabin M1884 posiadał drugie przyrządy celownicze do strzelania salwami umocowane z boku broni. Wprowadzono je w celu strzelania na większe odległości przez cały oddział wojska, który oddając salwę zwiększał prawdopodobieństwo trafienia w znacznie oddalony cel. Odległość, na jaką zazwyczaj strzelano salwami przekraczała 1600 metrów.

## Amunicja
Wspomniana powyżej norwesko-szwedzka komisja wprowadziła nabój 10,15 × 61 mm R, do strzelania którym miała być przystosowana broń. Początkowo była to amunicja czarnoprochowa z papierową łuską i ołowianym pociskiem, później zastąpiona amunicją z prochem bezdymnym i pociskiem w płaszczu stalowym. Wyprodukowano ponad 5 milionów sztuk amunicji do karabinu M1884, nie licząc kilku tysięcy nabojów specjalnych. Rozróżniano następujące wersje amunicji 10,15 × 61R:
- 10,15 Kula – pocisk tępołukowy, ołowiany z łuską papierową i ładunkiem prochu czarnego (prawdopodobnie używany tylko do testów),
- 10,15 Kula – spłaszczony wierzchołek, pocisk ołowiany z łuską papierową i ładunkiem prochu czarnego,
- 10,15 Kula – spłaszczony wierzchołek, pocisk w płaszczu, proch bezdymny,
- 10,15 „Wewnętrzny” – tępołukowy pocisk ołowiany, krótkiego zasięgu do strzelania w pomieszczeniach (strzelnice),
- 10,15 „Wewnętrzny” – taki sam jak poprzedni, ale z pierścieniem wyciśniętym wokół szyjki łuski,
- 10,15 Ślepy – drewniany pocisk, gładka łuska,
- 10,15 Ślepy – taki sam jak poprzedni, ale z sześcioma długimi grzbietami wytłoczonymi w łusce,
- 10,15 Ślepy – taki sam jak poprzedni, ale z sześcioma długimi i sześcioma krótkimi grzbietami wytłoczonymi w łusce,
- 10,15 Ćwiczebny – czerwony drewniany pocisk sięgający dna łuski z sześcioma długimi i sześcioma krótkimi grzbietami wytłoczonymi w łusce i dwoma pierścieniami wyciśniętymi na szyjce łuski,
- 10,15 Ćwiczebny – jak poprzedni, ale z sześcioma długimi grzbietami wytłoczonymi w łusce i karbami na szyjce,
- 10,15 Ćwiczebny – jak poprzedni, ale z drewnianym pociskiem w kolorze brązowym i dwoma karbami na szyjce (tylko wersja testowa),
- 10,15 nabój do harpuna – ślepy, zaprasowana szyjka łuski, używany tylko z karabinem harpunowym M28,
- 10,15 nabój do harpuna – jak powyższy tylko, że szyjka zamknięta wieczkiem.

## Celność
Karabin Jarmann był niezwykle precyzyjną bronią jak na swoje czasy. W 1886 roku połączona norwesko-szwedzka komisja do spraw broni, która wybrała karabin Jarmanna, stworzyła listę parametrów balistycznych każdej przetestowanej broni. Na tej podstawie można stwierdzić, że Jarmann M1884 przewyższał wszystkich konkurentów parametrami, co w dużej części było zasługą dużej prędkości wylotowej pocisku.
Pocisk kalibru 10,15 mm wystrzelony z karabinu Jarmanna miał bardzo płaski tor lotu na dystansie do 438 metrów, a przy odległości 600 metrów promień rozrzutu nie przekraczał 61 cm dla pocisku ołowianego bez płaszcza i 46 cm dla podobnego pocisku w płaszczu. Dla porównanie, bardzo chwalona ówczesna standardowa broń norweska, karabin Remington M1867 charakteryzował się bardzo płaskim lotem pocisku na dystansie tylko 300 metrów i skupieniem przy odległości 600 wynoszącym 96 cm.
Z równocześnie z Jarmannem testowanych karabinów, karabin Gras Mle 1894 (zmodyfikowany przez Basile’a Grasa do strzelania amunicją z metalową łuską karabin Chassepot) miał skupienie 89 cm, a karabin Mausera (prawdopodobnie Gewehr 71) 80 cm, oba przy strzelaniu na odległość 600 metrów.

## Użycie
Pomimo problemów z bronią wyprodukowano co najmniej 30 000 sztuk karabinu dla norweskich sił zbrojnych, przez dziesięć lat od jego wprowadzenie na uzbrojenie w 1884 roku do zastąpienia go przez karabin Krag-Jørgensen w 1894 roku. W tym samym czasie wyprodukowano też 1500 dla szwedzkiej marynarki. W wojsku norweskim zastąpił on karabin Remington M1867 i kilka typów broni typu kammerlader pozostających jeszcze w użyciu.
Po wybraniu karabinu Jarmanna i pierwszym jego użyciu bojowym, broń ta zyskała bardzo wysokie noty, zwłaszcza za dobrą szybkostrzelność i znakomitą celność w porównaniu do Remingtona M1867 na dystansie 600 m. Ze względu na olbrzymi postęp w konstrukcji broni palnej, jaki dokonał się przez dziesięć lat jego używania przez armię zalety te zostały nieco przyćmione. Po dziesięciu latach został on zastąpiony karabinem Krag-Jørgensen, chociaż wiele jednostek drugoliniowych używało go aż do 1905 roku.
W okresie używania karabinów Jarmanna, zmieniono amunicję z czarnoprochowej na naboje z prochem bezdymnym, który spowodował zwiększenie prędkości wylotowej pocisków. Zmieniając ładunek miotający nie zatroszczono się o zmianę przyrządów celowniczych, co skutkowało zmniejszeniem celności broni.

## Dalszy los Jarmannów
Karabiny Jarmann M1884 w stanie oryginalnym są dziś rzadkością. W latach dwudziestych i trzydziestych XX wieku, wiele sztuk tej broni wycofanej ze służby sprzedano na rynku cywilnym lub przerobiono na karabin harpun M28.
Od 1920 roku do inwazji Niemiec na Norwegię można było kupić na rynku cywilnym nadwyżkowe karabiny Jarmanna za cenę nieprzekraczającą 25% ceny nowego karabinu Krag-Jørgensen. Ze względu na atrakcyjną cenę większość została sprzedana. Próbowano także sprzedawać tę broń i amunicję do niej za granicę. W 1929 roku około 5000 sztuk sprzedano do Niemiec, ale co się z nimi stało później nie wiadomo. W 1936 roku król Arabii Saudyjskiej Ibn Saud rozpoczął rozmowy w sprawie zakupu 20 000 Jarmannów z amunicją dla saudyjskiej policji, ale wniosek ten został odrzucony przez parlament norweski, który stwierdził, że sprzedaż tak przestarzałej broni odbije się negatywnie na opinii Norwegii. W 1938 roku prywatny inwestor Trygve G. Hygen, były kapitan armii norweskiej próbując sprzedać karabiny Jarmann Cejlonowi został oskarżony przez brytyjski konsulat generalny o nielegalny obrót bronią na terytorium będącym pod kontrolą Wielkiej Brytanii. Rząd norweski upomniał Hygena, a ofertę wycofano. Hygen nadal próbował sprzedać karabiny Jarmanna na Litwę, Kubę, do Nikaragui, Bułgarii, Włoch i Holandii, ale bez sukcesów.
Podczas okupacji Norwegii Niemcy prawdopodobnie zniszczyli 21 000 karabinów Jarmanna, które były zbyt przestarzałe do użycia na ówczesnym polu walki.

## Karabin harpun Jarmann M28

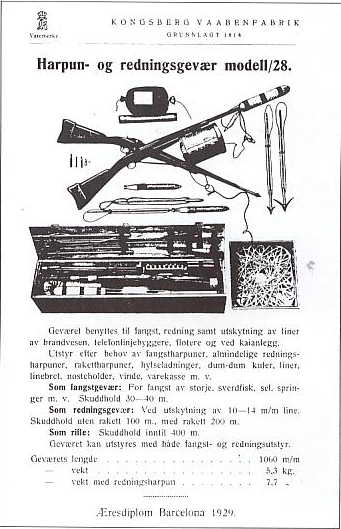
Reklama karabinu M28 z 1930 roku

W dwudziestoleciu międzywojennym wielu rusznikarzy norweskich usiłowało zbudować karabin harpun, mogący służyć zarówno do polowań na foki, jak i wystrzeliwania lin ratunkowych dla łodzi będących w niebezpieczeństwie. Ze względu na obecność na rynku i w magazynach wielu tysięcy karabinów Jarmann, Våpenfabrikk w Kongsberg zaprojektowała na jego podstawie karabin harpun oznaczony jako M28. Przeróbka polegała na usunięciu magazynka, skróceniu lufy i kolby i usunięciu mechanizmu przeładowania. Dodano grubą gumową poduszkę naramienną, aby zmniejszyć efekt odrzutu, który był dość znaczny przy wystrzeliwaniu tak ciężkiego pocisku, jakim był harpun. Karabin strzelał ślepym nabojem 10,15 × 61R. Skrzynka zamocowana pod łożem zawierała do 300 metrów cienkiej liny. Karabiny harpuny M28 produkowano do 1952 roku, kiedy to zaczęto używać harpunów na bazie karabinu Mauser Kar98k oznaczonym jako M52. 1911 Jarmannów zostało zmodyfikowane do wersji M28, z czego około połowa po II wojnie światowej.
Jarmann M28 był reklamowany jako karabin odpowiedni do polowań oraz ratownictwa, a właściwie do wystrzeliwania różnego rodzaju lin. Reprodukcja reklamy głosi, że jest on przydatny strażakom, monterom instalującym linie telefoniczne i do innych robót konstrukcyjnych. M28 miał być przydatny także do polowań na tuńczyki błękitnopłetwe, foki, mieczniki i inne duże zwierzęta morskie. Wśród wyposażenia dostarczanego z karabinem M28 były harpuny, harpuny ze wspomaganiem rakietowym, naboje dum-dum i liny o różnych długościach umieszczone w specjalnych skrzynkach. Specjalne naboje do wystrzeliwania harpunów produkowano do połowy lat siedemdziesiątych XX wieku.

## Porównanie karabinu Jarmann ze współczesnymi mu konstrukcjami
Karabin Jarmanna był w czasie jego wprowadzenia do służby uważany za broń dobrą. Poniższe porównanie z ówczesnymi karabinami będącymi na wyposażeniu armii norweskiej, jak i Niemiec, Francji i Wielkiej Brytanii dowodzi, że Jarmann był rzeczywiście doskonałą bronią.
| Karabin             | Jarmann M1884 | Remington M1867             | Mauser Gew71/84 | Karabin Grasa | Martini-Henry           |
| Skupienie na 600 m  | 46 cm         | 96 cm                       | 80 cm           | 89 cm         | nieznany                |
| Zasięg skuteczny    | 2400 m        | 900 m                       | nieznany        | nieznany      | 1372 m                  |
| Szybkostrzelność    | nieznana      | 13 strz./min.               | nieznana        | nieznany      | 8 do 12 strz./min.      |
| Pojemność magazynka | 8             | brak                        | 8               | brak          | brak                    |
| Kaliber             | 10,15 × 61R   | 12,17 × 44 bocznego zapłonu | 11,15 × 60R     | 11 × 59R      | .577/450 (11,455 × 65R) |
| Prędkość wylotowa   | 500 m/s       | 381 m/s                     | 430 m/s         | 455 m/s       | 416 m/s                 |
| Długość lufy        | 850 mm        | 951 mm                      | 855 mm          | nieznana      | 840 mm                  |
| Długość całkowita   | nieznana      | 1355 mm                     | 1350 mm         | nieznana      | 1245 mm                 |
| Masa całkowita      | 4,5 kg        | 4,32 kg                     | 4,5 kg          | nieznana      | 3,83 kg                 |